# Šimon Nemec
Šimon Nemec (* 15. února 2004 Liptovský Mikuláš) je slovenský hokejový obránce hrající za tým New Jersey Devils v severoamerické NHL.

## Hráčská kariéra
S hokejem začínal v rodném Liptovském Mikuláši, kde působil do roku 2019. Poté se přesunul do Nitry, kde v patnácti letech debutoval v slovenské extralize. Byl historicky druhým nejmladším hokejistou, který kdy nastoupil v nejvyšší slovenské hokejové soutěži. Mladší byl jen Andrej Podkonický, který byl v sezóně 1993/94 při své premiéře v dresu Zvolenu ještě o dva měsíce mladší.
Po sezóně 2021/22 v Nitře, kde si v devětatřiceti zápasech připsal branku a pětadvacet asistencí, vybojoval se slovenskou reprezentací na zimních olympijských hrách v Pekingu bronzové medaile.
V červenci 2022 byl vybrán klubem New Jersey Devils jako druhý v pořadí draftu NHL. Historicky první jedničkou se stal jeho krajan Juraj Slafkovský. Krátce poté podepsal s klubem tříletou nováčkovskou smlouvu.

Po roce stráveném v nižší AHL v dresu Uticy Comets debutoval v NHL 1. prosince 2023 v utkání proti San Jose Sharks. O necelý týden později v zápase proti Seattlu Kraken vstřelil svůj první gól v nejvyšší hokejové lize světa.

## Statistiky

### Klubové statistiky
| Sezóna      | Klub                     | Soutěž              |    | Základní část | Základní část | Základní část | Základní část | Základní část |   | Play off | Play off | Play off | Play off | Play off |
| Sezóna      | Klub                     | Soutěž              | Z  | G             | A             | B             | TM            | Z             | G | A        | B        | TM       |          |          |
| 2017–18     | MHk 32 Liptovský Mikuláš | Extraliga dorostu   | 44 | 5             | 16            | 21            | 18            | 7             | 0 | 1        | 1        | 6        |          |          |
| 2018–19     | MHk 32 Liptovský Mikuláš | Extraliga dorostu   | 52 | 10            | 25            | 35            | 78            | —             | — | —        | —        | —        |          |          |
| 2019–20     | HK Nitra                 | Extraliga juniorů   | 13 | 3             | 5             | 8             | 4             | —             | — | —        | —        | —        |          |          |
| 2019–20     | HK Nitra                 | SLH                 | 12 | 0             | 3             | 3             | 0             | —             | — | —        | —        | —        |          |          |
| 2019–20     | HK Levice                | 2. hokejová liga SR | 20 | 2             | 6             | 8             | 18            | —             | — | —        | —        | —        |          |          |
| 2020–21     | HK Nitra                 | SHL                 | 37 | 2             | 17            | 19            | 12            | 5             | 0 | 0        | 0        | 0        |          |          |
| 2021–22     | HK Nitra                 | SLH                 | 39 | 1             | 25            | 26            | 20            | 19            | 5 | 12       | 17       | 14       |          |          |
| 2022–23     | Utica Comets             | AHL                 | 65 | 12            | 22            | 34            | 20            | 6             | 1 | 3        | 4        | 0        |          |          |
| 2023–24     | Utica Comets             | AHL                 | 13 | 2             | 6             | 8             | 6             | —             | — | —        | —        | —        |          |          |
| 2023–24     | New Jersey Devils        | NHL                 | 60 | 3             | 16            | 19            | 33            | —             | — | —        | —        | —        |          |          |
| SLH celkově | SLH celkově              | SLH celkově         | 88 | 3             | 45            | 48            | 32            | 24            | 5 | 12       | 17       | 14       |          |          |
| NHL celkově | NHL celkově              | NHL celkově         | 60 | 3             | 16            | 19            | 33            | —             | — | —        | —        | —        |          |          |

### Reprezentační statistiky
| Year                           | Team                           | Event                          |                                | GP | G | A  | Pts | PIM |
| ------------------------------ | ------------------------------ | ------------------------------ | ------------------------------ | -- | - | -- | --- | --- |
| 2019                           | Slovensko 18                   | HGC                            | 4                              | 0  | 0 | 0  | 0   |     |
| 2021                           | Slovensko 20                   | MSJ                            | 5                              | 0  | 4 | 4  | 2   |     |
| 2021                           | Slovensko                      | MS                             | 5                              | 0  | 1 | 1  | 0   |     |
| 2021                           | Slovensko 18                   | HGC                            | 5                              | 1  | 5 | 6  | 2   |     |
| 2022                           | Slovensko                      | ZOH                            | 7                              | 0  | 1 | 1  | 2   |     |
| 2022                           | Slovensko                      | MS                             | 8                              | 1  | 5 | 6  | 2   |     |
| 2023                           | Slovensko 20                   | MSJ                            | 5                              | 1  | 4 | 5  | 10  |     |
| 2023                           | Slovensko                      | MS                             | 5                              | 0  | 0 | 0  | 4   |     |
| Juniorská reprezentace celkově | Juniorská reprezentace celkově | Juniorská reprezentace celkově | Juniorská reprezentace celkově | 20 | 2 | 16 | 18  | 14  |
| Seniorská reprezentace celkově | Seniorská reprezentace celkově | Seniorská reprezentace celkově | Seniorská reprezentace celkově | 25 | 1 | 7  | 8   | 8   |